# Bärchen und die Milchbubis
Bärchen und die Milchbubis sind eine Pop-Punk-Band aus Hannover.

## Geschichte
1979 von Annette Grotkasten, Rudolf Grimm, Andreas Kühne und Martin Fuchs in Hannover gegründet, spielten Bärchen und die Milchbubis ihr erstes Konzert Anfang 1980 in Offenburg. Ab Mitte 1980 traten sie regelmäßig als Vorband für Hans-A-Plast auf. 1980 erschien die EP Jung kaputt spart Altersheime auf No Fun Records. Der Titelsong war in diesem Jahr die meistgespielte Single im Jugendfunk des Bayerischen Rundfunks. Danach verließ Bassist und Songschreiber Martin Fuchs die Band, Kai Nungesser ersetzte ihn.
In neuer Besetzung spielte die Band ihre erste und einzige LP "Dann macht es Bumm" ein und ging mit den anderen No Fun-Bands auf Tour. Für Michael Benteles Film Deutsche Welle, der später in der ARD ausgestrahlt wurde, steuerten Bärchen und die Milchbubis die Kompositionen Motorrad und Tiefseefisch bei. Der Titel Muskeln wurde 1982 beim österreichischen Label Schallter veröffentlicht. Nachdem er über den Radiosender Ö3 bekannt geworden war, verlegte auch Ariola Deutschland in Zusammenarbeit mit K-Tel den Song auf einem K-Tel-Sampler. Die deutsche TV-Premiere hatte der Song in der ARD-Musiksendung Bananas. Neben vier eigenen Veröffentlichungen wurden von der Band noch verschiedene Sampler-Beiträge produziert.
Ende November 1982 begann die Band mit den Arbeiten für ein zweites Album, das jedoch nie fertiggestellt wurde. Nach den letzten Konzerten in Österreich im Mai 1983 und in Hannover im Juni 1983 löste sich die Band Ende dieses Jahres auf. In den etwa vier Jahren, in denen die Band aktiv war, bekam sie meist positive Kritiken in den Medien wie beispielsweise in der Zitty, twen, Bravo, Musikexpress, Pop/Rocky, Sounds oder Die Zeit.
Jung kaputt spart Altersheime wurde zu einem Kultspruch in Deutschpunk-Kreisen, Bela B. von den Ärzten führte den Song unter seiner persönlichen Punk-Top-Ten-Liste. Fans berichteten, dass Bärchen und die Milchbubis im DDR-Underground populär waren und auf Kassetten verbreitet wurden. Anfang der 1990er Jahre erlebte Jung kaputt eine kleine Renaissance als Klingelton. Im Jahr 2012 widmete das US-amerikanische Maximumrocknroll der Band einen Bericht.
2020 fand die Band in verkleinerter Besetzung wieder zusammen. Anfang 2021 coverte der Kanadier Sam Vance-Law ihren Song Ich will nicht älter werden auf seiner NDW-EP.
Ende 2021 erschien eine neu gemasterte Compilation als Vinyl-LP, CD und als digitaler Stream auf Tapete Records. Endlich komplett betrunken enthielt die erste EP, die meisten Songs der LP, dazu kaum bekannte Live-Aufnahmen, die B-Seite der Muskeln-Single, Sampler-Beiträge, und zwei neu eingespielte Stücke: eine neue Coverversion von DNS (39 Clocks) und ein Potpourri aus Samen im Darm (von der hannoverschen Band The Cretins) und dem eigenen Song Tagebuch.

## Stil
Das Ox-Fanzine bezeichnet die Musik des Albums Dann macht es Bumm 2021 retrospektiv als „experimentierfreudigen Post-Punk“, an dem die große Variationsbreite von Annette Grotkastens Stimme auffalle. Die Band sei explizit nicht der Neuen Deutschen Welle zuzurechnen.

## Diskografie
- 1980: Jung kaputt spart Altersheime (EP, No Fun Records)
- 1981: Dann macht es Bumm (LP, No Fun Records)
- 1982: Muskeln (7", Schallter / Ariola (Wien))
- 1987: Schatzgräber (MC, all roads lead to BEATOWN / Spargel Tapes)
- 2021: Endlich komplett betrunken (Tapete Records)

### Samplerbeiträge (Auszug)
- 1983: DNS Zu Gast bei No Fun (LP, No Fun Records)